# Nowy Waliszów

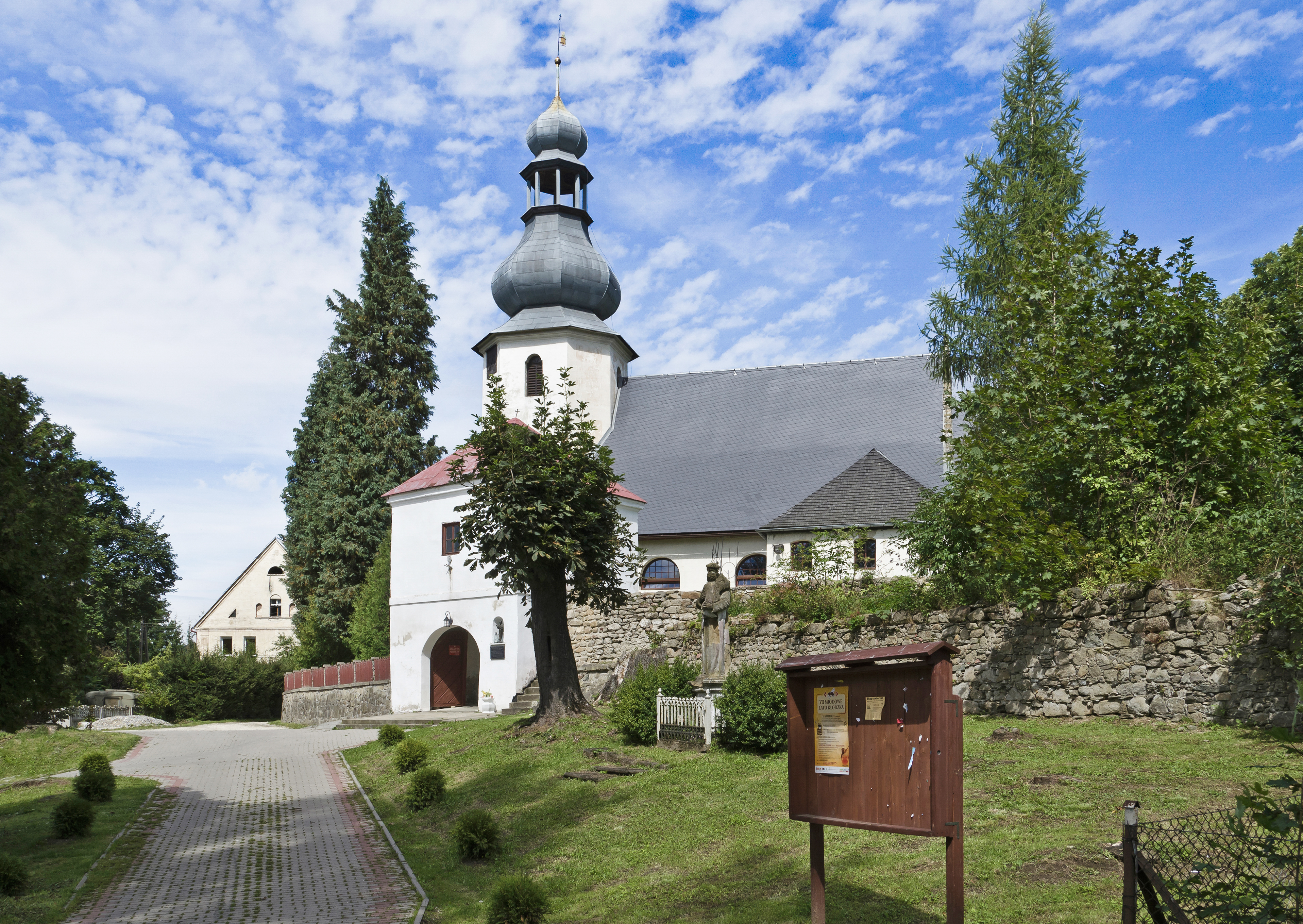
Kościół św. Mikołaja w Nowym Waliszowie

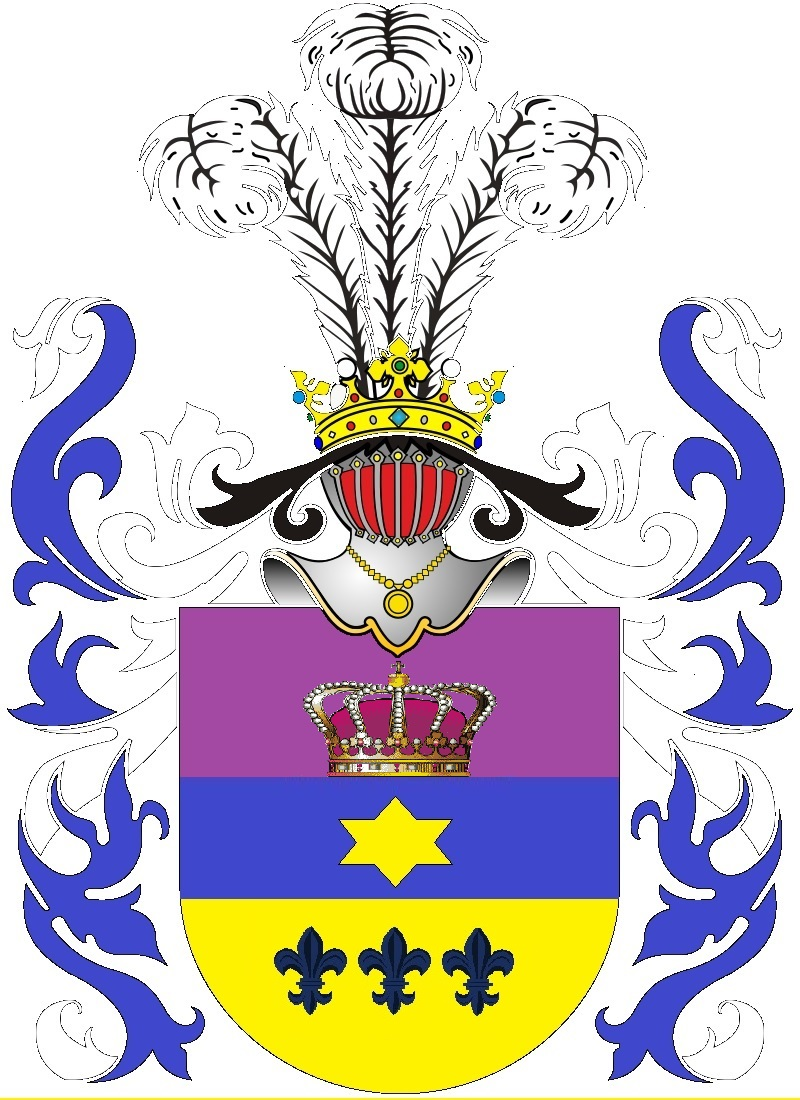
Herb właścicieli von Ludwig

Nowy Waliszów (niem. Neuwaltersdorf) – wieś w Polsce położona w województwie dolnośląskim, w powiecie kłodzkim, w gminie Bystrzyca Kłodzka.

## Położenie
Nowy Waliszów jest dużą wsią łańcuchową o długości około 4 km, leżącą na wschód od Bystrzycy Kłodzkiej, pomiędzy pasmem Krowiarek a Wysoczyzną Idzikowa, na wysokości około 430–540 m n.p.m.

## Historia
Pierwsza wzmianka o wsi pochodzi z 1336 r. jako „das obirste Walthersdorff” i do 1945 r. nosiła nazwę Neuwaltersdorf. Wieś należała wtedy do dóbr Pannwitzów. W dokumencie z roku 1384 odnotowano istnienie we wsi kościoła. W tym czasie część wsi była dziedzicznym wolnym sołectwem. W latach 1618–1620 w miejscowości doszło do rozruchów, kiedy wojska cesarskie siłą usunęły protestanckiego pastora. Mieszkańcy sprowadzili go z powrotem i potrzebna była ponowna interwencja. W roku 1748 wieś należała do rodziny von Fröbel. W 1840 roku były tu 223 domy, kościół, folwark, wapiennik, 4 młyny wodne, tartak, browar i gorzelnia. Po II wojnie światowej Neuwaltersdorf przypadł Polsce, przemianowano go na Nowy Waliszów. Ludność niemiecka została przesiedlona.
W latach 1975–1998 miejscowość administracyjnie należała do województwa wałbrzyskiego.

## Zabytki
Do rejestru zabytków wpisane są następujące obiekty z terenu wsi:
- Kościół św. Mikołaja w Nowym Waliszowie, filialny, należący do parafii pw. św. Wawrzyńca w Starym Waliszowie. Został wzniesiony w początkach XVI wieku, na miejscu poprzedniej, XIV-wiecznej świątyni[5]. Budynek jednonawowy, z 30-metrową wieżą, wydzielonym prezbiterium, o sklepieniu krzyżowo-żebrowym[7]
  - budynek bramny z XVIII wieku
- kaplica przydrożna przy posesji nr 9, z XVIII wieku,
- zespół dworski z XVI-XIX wieku, obejmujący:
  - dwór został wzniesiony w XVI wieku, w XVIII i XIX wieku był przerabiany[5]. Jest to dwukondygnacyjna budowla wzniesiona na planie prostokąta, wyróżniająca się balkonem wspartym na kolumnach, ulokowanym ponad głównym wejściem[5].
  - park
  - dwa pawilony parkowe.